# Jason, Son of Jason
Jason, Son of Jason este un roman științifico-fantastic din 1918 scris de John Ulrich Giesy. Este primul din seria Jason Croft. ’’Jason, Son of Jason’’ a apărut în foileton în revista All Story Weekly începând cu aprilie 1921. A fost publicat de Avalon Books în 1966.

## Povestea
Jason devine dictator al planetei Piros pe care, între timp, o electrifică și construiește căi ferate. Trilogia se termină cu stabilirea definitivă a lui Jason pe planetă, iar Naia,  soția sa, îi naște un fiu care poartă același nume, Jason.